# 逆操舵
逆操舵轉向法，源自於英文的「Counter steering」，講的是單軌車種（腳踏車、摩托車等等）特有的物理現象，騎士透過暫時性的改變推把舵角方向（左彎向左推、右彎向右推），讓車輛的質心先發生往轉彎方向傾斜，瞬間會往相反的方向偏移，最後提前完成轉彎的角度，是單軌車種的進階操駕技巧，並不限於日常生活或是競技，只要騎士熟悉整個操作的過程，就可以運用自如。由於這只是一種單軌車種的駕駛物理現象，因此並沒有任何的科學文獻陳述逆操舵，不過前美國賽車手基思·科德的著作《彎道聖經》（A Twist of the The Wrist），就有清楚解釋逆操舵的操作。

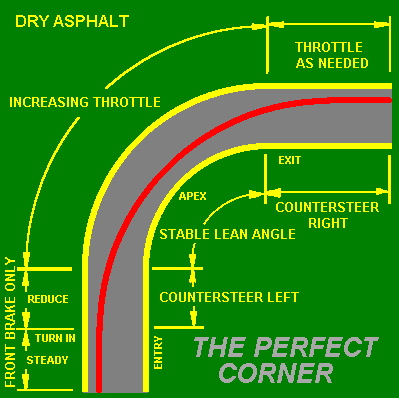
一個成功的逆操舵轉向，可以在高速的操駕當中，取得最佳進彎和出彎的路線

## 操駕分析

### 如何進行逆操舵

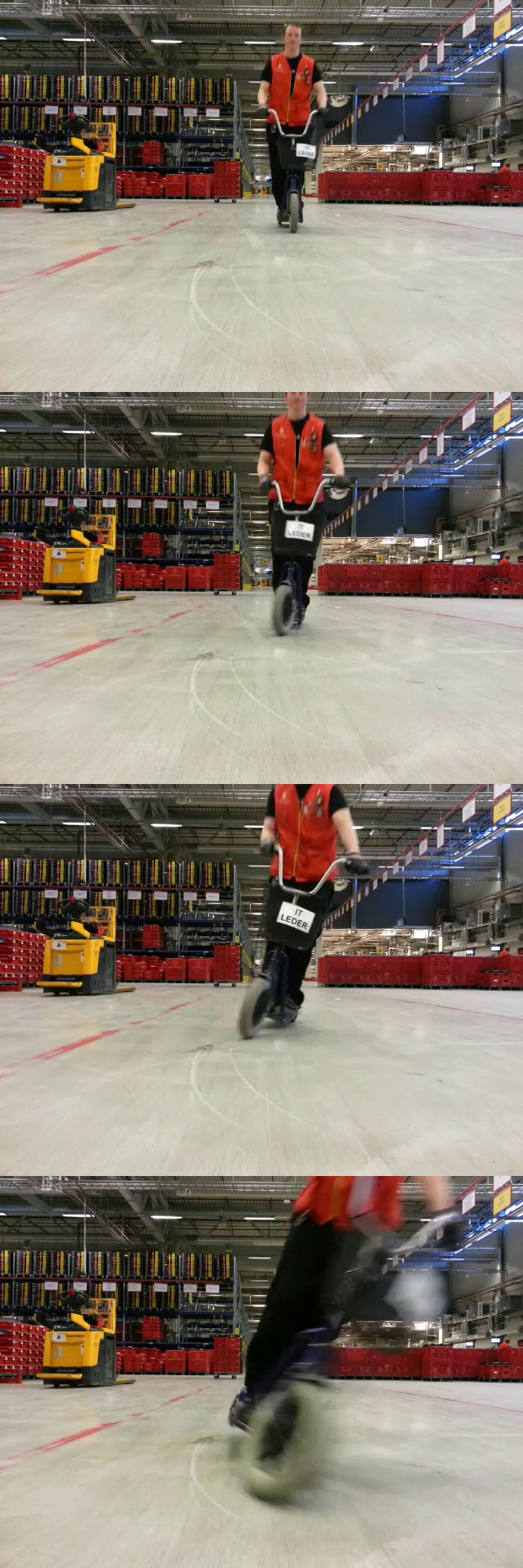
逆操舵的連續動作

- 依照右側的連拍照片，車輛預期的轉彎方向為向左轉。
- 騎士做出逆操舵轉向法，可以由車輪看到車頭的舵角朝向右方。
- 車輛的前舵角會往右產生些微傾角，但是隨之而來的轉向會變成正舵角。
- 因為騎士在大多數的前提下，不會隨便改變騎乘的轉向質心，這讓單軌車輛有穩定性，提供了將前輪向左旋轉，並得到所需轉彎方向旋轉所需的轉向扭矩。
- 接著車輛就可以順利完成向左的轉向，而且路徑會比正操舵更短。

### 物理表現
單軌車和騎士的綜合質心，以適合的轉彎速度和轉彎半徑的角度，向轉彎內側傾斜時，自行車才能通過彎道：
{\displaystyle \theta =\arctan \left({\frac {v^{2}}{gr}}\right)}
這裡的公式 {\displaystyle v} 是加速度、 {\displaystyle r} 是過彎半徑、{\displaystyle g} 是重力加速度

### 逆操舵的教學和應用
由於逆操舵可以在高速得到更好的轉向性能表現，因此美國各州的摩托車駕訓手冊和考照測驗，都將逆操舵納入標準教材裡面，例如：華盛頓州、加州、密蘇里州。